# Мій пес Дурбес
«Мій пес Ідіот» («Мій пес Дурбес») (фр. Mon chien Stupide) — французький комедійний фільм 2019 року режисера Івана Атталя. У головних ролях — Іван Атталь та Шарлотта Гейнсбур. Сценарій, написаний Атталєм, Діном Крейгом та Яелем Лангманом, ґрунтується на однойменній новелі з повісті Джона Фанте «На захід від Риму», опублікованому посмертно в 1986 році.
Фільм був випущений у прокат у Франції компанією StudioCanal 30 жовтня 2019 року. Прем'єра в Україні запланована на 13.02.2020 р.

## Сюжет
Анрі вже немолодий письменник. Колись, 25 років тому, він написав бестселер, який продався неймовірною кількістю копій. Потім у нього з'явилася улюблена дружина Сесіль і четверо дітей. Однак з кожним роком як душевний стан, так і письменницький талант Анрі, а також стосунки із сім'єю стають дедалі складнішими. Одного разу він зустрічає бездомного собаку, потрапляє в численні курйозні ситуації, завдяки чому в нього з'являється можливість почати все спочатку.

## У ролях
- Іван Атталь — Анрі Мохен
- Шарлотта Гейнсбург — Сесіль Мохен
- Бен Атталь — Рафаель Мохен
- Адель Віслес — Поліна Мохен
- Пабло Вензал — Ное Мохен
- Панайотис Паскот — Гаспар Мохен
- Ерік Руф — професор Мазард

## Цікаві факти
Клод Беррі хотів адаптувати книгу Джона Фанте на двадцять років раніше в Сполучених Штатах, але, оскільки Беррі недостатньо добре говорив англійською, він запропонував Івану Атталю взяти цю роль на себе. Але на той час (1985 р.) Атталь взагалі не зацікавився проєктом.
- Собака — неаполітанський мастиф.